# Andrew Gregory
Andrew Gregory (* 1976 oder 1977) ist ein australischer Filmproduzent.

## Leben
Gregory wuchs in Canberra und Rom auf, wo sein Vater zeitweise als Delegierter für die Vereinten Nationen arbeitete. Er studierte zunächst Jura an der Australian National University und schloss ein Film- und Fernsehproduktionsstudium an der Australian Film Television and Radio School an, das er 2004 mit einem Masterabschluss beendete. Während des Studiums entstanden verschiedene Filme, darunter Life at 24 Frames Per Second und The Brother. Seine Abschlussarbeit wurde Birthday Boy unter der Regie von Sejong Park. Im Korea des Jahres 1951 angesiedelt, erzählt der Film von einem vermeintlichen Geburtstagsgeschenk, das ein kleiner Junge erhält. Für Birthday Boy wurden Gregory und Park 2005 für einen Oscar in der Kategorie Bester animierter Kurzfilm nominiert.

## Filmografie (Auswahl)
- 2003: Life at 24 Frames Per Second
- 2004: The Brother
- 2004: Truckies Don’t Eat Quiche
- 2004: Birthday Boy

## Auszeichnungen
- 2004: Nominierung IF Award, Beste Animation, für Birthday Boy
- 2005: Oscarnominierung, Bester animierter Kurzfilm, für Birthday Boy
- 2005: BAFTA, Bester animierter Kurzfilm, für Birthday Boy